# Castelo d'Agonac
O Château d'Agonac é um antigo castelo, do século XIX, localizado na comuna de Agonac, no departamento de Dordogne, no sudoeste da França.